# Jean-François de Surville
Jean-François de Surville (Port-Louis, 18 gennaio 1717 – Chilca, 8 aprile 1770) è stato un esploratore e marinaio francese.
Surville è un esploratore e marinaio mercantile francese nato a Port-Louis il 18 gennaio 1717 e annegato l'8 aprile 1770 a Chilca in Perù.
Divenuto capitano di vascello, fu un grande esploratore dell'Oceano Pacifico dal maggio 1767, a bordo del Saint-Jean-Baptiste, una nave di 650 tonnellate, ingoiando la sua fortuna e la dote della moglie. Ha esplorato in particolare la Nuova Zelanda e la Nuova Olanda (Australia) dopo aver visto le isole di Saint-Paul-e-Amsterdam, sulla scia del britannico James Cook. È noto per aver sviluppato un nuovo piano di esplorazione: piuttosto che lasciare l'Europa, decide di guidare la sua spedizione dall'Oceano Indiano per ridurre i tempi di viaggio necessari per raggiungere l'Oceano Pacifico.
Riscoprì l'isola di Santa Isabel nell'arcipelago delle Isole Salomone il 13 ottobre 1769 e la chiamò Port-Praslin, senza sapere che era già stata scoperta nel 1568 da Alvaro de Mendaña. Lì incontra i locali che molto rapidamente, con loro sorpresa, sono violenti nei confronti dei visitatori. La storia del passaggio degli spagnoli spiega forse questa ferocia.
Lasciò la Nuova Zelanda il 1 gennaio 1770 con lo scopo di recarsi, sempre con il Saint-Jean-Baptiste, in Perù; finalmente arrivato in vista delle coste di questo paese, annegò come due dei suoi marinai mentre cercava di attraversare la sbarra rendendo molto pericoloso l'accesso al porto di Chilca. Dei 114 marinai bretoni che si imbarcarono alla partenza, solo 37 sopravvissero alla spedizione.